# Gnaphosa bicolor
Gnaphosa bicolor es una especie de araña araneomorfa del género Gnaphosa, familia Gnaphosidae. Fue descrita científicamente por Hahn en 1833.
Habita en Europa, Turquía, Cáucaso, Rusia (Europa a Siberia Occidental).